# Iphone 8
Iphone 8 och Iphone 8 Plus, i marknadsföringssyfte skrivna iPhone 8 respektive iPhone 8 Plus, är smarttelefoner av Apple Inc. De presenterades den 12 september 2017 i Cupertino i Kalifornien och började säljas den 22 september 2017. Telefonerna är uppföljare till Iphone 7 och Iphone 7 Plus. De största förändringarna jämfört med föregångarna är en baksida i glas, en ny Retina HD-skärm, processorn A11 Bionic, som är designad för förstärkt verklighet, möjlighet till direkt trådlös laddning med så kallad Qi, samt en förbättrad kamera. Telefonerna lanserades med operativsystemet IOS 11 och finns i färgerna rymdgrått, silver och guld. De har en lagringskapacitet på 64 eller 256 GB.